# Vice-Premier ministre d'Australie
Le Vice-Premier ministre d'Australie (en anglais : Deputy Prime Minister of Australia) est le membre le plus important du gouvernement australien après le Premier ministre. La fonction de vice-Premier ministre est créée officiellement en 1968 mais elle existait déjà de façon officieuse auparavant. 
Au sein du gouvernement Albanese, le titulaire du poste est Richard Marles, chef adjoint du Parti travailliste.

## Histoire
Les gouvernements précédents avaient déjà des « numéro deux » assumant des fonctions qui seront dévolues officiellement au vice-Premier ministre, une fois le poste créé. Ainsi, William Watt a servi de Premier ministre par intérim entre avril 1918 et août 1919 pendant que Billy Hughes, le Premier ministre, assistait à la Conférence de Versailles. Dans le même ordre d'idées, Arthur Fadden, qui était le chef du parti minoritaire dans la coalition au pouvoir, a été de fait le vice-Premier ministre de Robert Menzies entre 1949 et 1958. Mais c'est véritablement en 1968, que John Gorton a créé officiellement le poste de vice-Premier ministre afin de le confier à John McEwen.
Dans les gouvernements travaillistes, le vice-Premier ministre a toujours été le chef de parti adjoint (Deputy Leader) du parti travailliste tandis que dans les gouvernements de coalition menés par le parti libéral, le vice-Premier ministre était le chef du parti minoritaire de la coalition, c'est-à-dire le chef du parti national d'Australie.

## Fonction
La fonction de vice-Premier ministre, qui s'est progressivement constituée, est fait de coutumes et 
de règles à caractère plus officielles. Parmi ces habitudes, il est d'usage que le vice-Premier ministre assume l'intérim en cas d'absence ou d'indisponibilité de son Premier ministre, même si le parti majoritaire au pouvoir peut décider, à la place, d'élire un nouveau chef de parti qui deviendrait donc directement chef de gouvernement. Pareillement, le vice-Premier ministre occupe habituellement un poste important au sein du Cabinet sans que cela soit officiellement reconnu.

## Liste des vice-Premiers ministres
- Parti national d'Australie
- Parti travailliste australien

| N° | Portrait          | Nom               | Portefeuille ministériel | Mandat            | Mandat            | Premier ministre                |
| N° | Portrait          | Nom               | Portefeuille ministériel | Début             | Fin               | Premier ministre                |
| -- | ----------------- | ----------------- | --- | ----------------- | ----------------- | ------------------------------- |
| 1  | John McEwen       | John McEwen       | Vice-Premier ministre Ministre du Commerce et de l'Industrie                                                                              | 10 janvier 1968   | 5 février 1971    | John Gorton                     |
| 2  | Doug Anthony      | Doug Anthony      | Vice-Premier ministre Ministre du Commerce et de l'Industrie                                                                              | 5 février 1971    | 5 décembre 1972   | John Gorton William McMahon     |
| 3  | Lance Barnard     | Lance Barnard     | Vice-Premier ministre Ministre de la Défense                                                                                              | 5 décembre 1972   | 12 juin 1974      | Gough Whitlam                   |
| 4  | Jim Cairns        | Jim Cairns        | Vice-Premier ministre Ministre des Finances                                                                                               | 12 juin 1974      | 2 juillet 1975    | Gough Whitlam                   |
| 5  | Jim Cairns        | Frank Crean       | Vice-Premier ministre Ministre du Commerce extérieur                                                                                      | 2 juillet 1975    | 11 novembre 1975  | Gough Whitlam                   |
| -  | Doug Anthony      | Doug Anthony      | Vice-Premier ministre Ministre du Commerce et de l'Industrie                                                                              | 12 novembre 1975  | 11 mars 1983      | Malcolm Fraser                  |
| 6  | Lionel Bowen      | Lionel Bowen      | Vice-Premier ministre Ministre du Commerce Procureur général Vice-président du Conseil exécutif fédéral                                   | 11 mars 1983      | 4 avril 1990      | Bob Hawke                       |
| 7  | Paul Keating      | Paul Keating      | Vice-Premier ministre Ministre des Finances                                                                                               | 4 avril 1990      | 3 juin 1991       | Bob Hawke                       |
| 8  | Paul Keating      | Brian Howe        | Vice-Premier ministre Ministre de la Santé, du Logement et des Services sociaux Ministre des Affaires régionales et du gouvernement local | 3 juin 1991       | 20 juin 1995      | Paul Keating                    |
| 9  | Kim Beazley       | Kim Beazley       | Vice-Premier ministre Ministre du Budget                                                                                                  | 20 juin 1995      | 11 mars 1996      | Paul Keating                    |
| 10 | Tim Fischer       | Tim Fischer       | Vice-Premier ministre Ministre du Commerce                                                                                                | 11 mars 1996      | 22 juillet 1999   | John Howard                     |
| 11 | Tim Fischer       | John Anderson     | Vice-Premier ministre Ministre des Transports et du Développement régional                                                                | 20 juillet 1999   | 6 juillet 2005    | John Howard                     |
| 12 | Mark Vaile        | Mark Vaile        | Vice-Premier ministre Ministre du Commerce Ministre des Transports et des Services régionaux                                              | 6 juillet 2005    | 3 décembre 2007   | John Howard                     |
| 13 | Julia Gillard     | Julia Gillard     | Vice-Premier ministre Ministre de l'Éducation Ministre de l'Emploi Ministre de l'Intégration sociale                                      | 3 décembre 2007   | 24 juin 2010      | Kevin Rudd                      |
| 14 | Wayne Swan        | Wayne Swan        | Vice-Premier ministre Ministre des Finances                                                                                               | 24 juin 2010      | 27 juin 2013      | Julia Gillard                   |
| 15 | Anthony Albanese  | Anthony Albanese  | Vice-Premier ministre Ministre des Communications et de l'Économie numérique Ministre des Infrastructures et des Transports               | 27 juin 2013      | 18 septembre 2013 | Kevin Rudd                      |
| 16 | Warren Truss      | Warren Truss      | Vice-Premier ministre Ministre des Infrastructures et du Développement régional                                                           | 18 septembre 2013 | 18 février 2016   | Tony Abbott Malcolm Turnbull    |
| 17 | Barnaby Joyce     | Barnaby Joyce     | Vice-Premier ministre Ministre de l'Agriculture Ministre des Infrastructures et des Transports                                            | 18 février 2016   | 26 février 2018   | Malcolm Turnbull                |
| 18 | Michael McCormack | Michael McCormack | Vice-Premier ministre Ministre des Infrastructures, des Transports et du Développement régional                                           | 26 février 2018   | 22 juin 2021      | Malcolm Turnbull Scott Morrison |
| 17 | Barnaby Joyce     | Barnaby Joyce     | Vice-Premier ministre Ministre des Infrastructures, des Transports et du Développement régional                                           | 22 juin 2021      | 23 mai 2022       | Scott Morrison                  |
| 18 | Richard Marles    | Richard Marles    | Vice-Premier ministre Ministre de la Défense                                                                                              | 23 mai 2022       | en fonction       | Anthony Albanese                |